# Lonomia carnica
Lonomia carnica är en fjärilsart som beskrevs av William Schaus 1892. Lonomia carnica ingår i släktet Lonomia och familjen påfågelsspinnare. Inga underarter finns listade i Catalogue of Life.